# Ernst Larsen
Ernst Larsen (Trondheim, 18 de julio de 1926-2 de diciembre de 2015) fue un atleta noruego olímpico especializado en la prueba de 3000 metros obstáculos.

## Biografía
Empezó disputando atletismo en los campeonatos de Noruega desde 1950, hasta que en 1954 participó en el Campeonato Europeo de Atletismo de 1954 celebrado en Berna. Tras conseguir en la final un tiempo de 8:53,2 ganó la medalla de bronce tras Sándor Rozsnyói y Olavi Rinteenpää. Dos años después, en la modalidad de 3000 m obstáculos, formó parte del equipo de Noruega en los Juegos Olímpicos de Melbourne 1956. De nuevo consiguió otra medalla de bronce, esta vez con un tiempo de 8:44.0.
Falleció el 2 de diciembre de 2015 a los 89 años de edad.

## Palmarés internacional
| Campeonato Europeo | Campeonato Europeo     | Campeonato Europeo | Campeonato Europeo     |
| Año                | Lugar                  | Puesto             | Categoría              |
| ------------------ | ---------------------- | ------------------ | ---------------------- |
| 1954               | Berna ( Suiza)         |                    | 3000 metros obstáculos |
| Juegos Olímpicos   |                        |                    |                        |
| Año                | Lugar                  | Puesto             | Categoría              |
| 1956               | Melbourne ( Australia) |                    | 3000 m obstáculos      |